# 61. ceremonia wręczenia nagród Emmy
61. ceremonia wręczenia nagród Emmy odbyła się 20 września 2009 w Nokia Theatre w Los Angeles. Nominacje do nagród zostały ogłoszone 16 lipca. Ceremonia poprowadził amerykański aktor Neil Patrick Harris.

## Ku pamięci
Krótki materiał filmowy o ludziach telewizji, którzy odeszli w przeciągu ostatniego roku.
Wspominano następujących ludzi telewizji: Edie Adams, Gale Storm, Van Johnson, Neal Hefti, Patrick McGoohan, Morton Lachman, Karl Malden, Eartha Kitt, James Whitmore, Sam Cohn, Henry Gibson, Bill Melendez, Pat Hingle, Paul Benedict, Bernie Hamilton, Dom Deluise, Dominick Dunne, Robert Prosky, Fred Travalena, Irving R. Levine, Ron Silver, Nora O’Brien, Natasha Richardson, David Carradine, Michael Crichton, Bea Arthur, Ricardo Montalbán, Ed McMahon, Army Archerd, Larry Gelbart, Paul Newman, Pierre Cossette, Michael Jackson, Patrick Swayze, Don Hewitt, Farrah Fawcett oraz Walter Cronkite.

## Laureaci oraz nominowani
Laureaci nagród wyróżnieni są wytłuszczeniem

### Produkcje telewizyjne
| Najlepszy serial dramatyczny | Najlepszy serial komediowy |
| --- | --- |
| - Mad Men (AMC) - Trzy na jednego (HBO) - Breaking Bad (AMC) - Układy (FX) - Dexter (Showtime) - Dr House (Fox) - Zagubieni (ABC)                                                             | - Rockefeller Plaza 30 (NBC) - Ekipa (HBO) - Family Guy (Fox) - The Flight of the Conchords (HBO) - Jak poznałem waszą matkę (CBS) - Biuro (NBC) - Trawka (Showtime)                                                                                |
| Najlepszy miniserial | Najlepszy film telewizyjny |
| - Mała Dorrit (PBS) - Generation Kill: Czas wojny (HBO) | - Szare ogrody (HBO) - Coco Chanel (Lifetime) - W czasie burzy (HBO) - Modlitwy za Bobby’ego (Lifetime) - Podróż powrotna (HBO) |
| Najlepszy program komediowy | Najlepszy występ komediowy |
| - The Daily Show with Jon Stewart (Comedy Central) - The Colbert Report (Comedy Central) - Late Show with David Letterman (CBS) - Real Time with Bill Maher (HBO) - Saturday Night Live (NBC) | - The Kennedy Center Honors (CBS) - Chris Rock: Kill the Messenger (HBO) - Kathy Griffin: She'll Cut a Bitch (Bravo) - Ricky Gervais: Out of England - The Stand-Up Special (HBO) - You're Welcome America: A Final Night with George W. Bush (HBO) |
| Najlepszy program reality-show | Najlepszy program animowany |
| - The Amazing Race (CBS) - American Idol (Fox) - Dancing with the Stars (ABC) - Projekt Runway (Bravo) - Top Chef (Bravo)                                                                     | - Fineasz i Ferb (Disney Channel) - SpongeBob Kanciastoporty (Nickelodeon) |

### Nagrody indywidualne
| Najlepszy aktor pierwszoplanowy w serialu dramatycznym | Najlepszy aktorka pierwszoplanowa w serialu dramatycznym |
| --- | --- |
| - Bryan Cranston za Breaking Bad (AMC) - Simon Baker za Mentalista (CBS) - Gabriel Byrne za Terapia (HBO) - Michael C. Hall za Dexter (Showtime) - Jon Hamm za Mad Men (AMC) - Hugh Laurie za Dr House (Fox)                                                           | - Glenn Close za Układy (FX) - Sally Field za Bracia i siostry (ABC) - Mariska Hargitay za Prawo i bezprawie (NBC) - Holly Hunter za Ocalić Grace (TNT) - Elisabeth Moss za Mad Men (AMC) - Kyra Sedgwick za Podkomisarz Brenda Johnson (TNT)                                                                               |
| Najlepszy aktor pierwszoplanowy w serialu komediowym | Najlepszy aktorka pierwszoplanowa w serialu komediowym |
| - Alec Baldwin za Rockefeller Plaza 30 (NBC) - Steve Carell za Biuro (NBC) - Jemaine Clement za The Flight of the Conchords (HBO) - Jim Parsons za Teoria wielkiego podrywu (CBS) - Tony Shalhoub za Detektyw Monk (USA) - Charlie Sheen za Dwóch i pół (CBS)          | - Toni Collette za Wszystkie wcielenia Tary (Showtime) - Christina Applegate za Kim jest Samantha? (ABC) - Tina Fey za Rockefeller Plaza 30 (NBC) - Julia Louis-Dreyfus za Nowe przygody starej Christine (CBS) - Mary-Louise Parker za Trawka (Showtime) - Sarah Silverman za The Sarah Silverman Program (Comedy Central) |
| Najlepszy aktor pierwszoplanowy w miniserialu lub filmie telewizyjnym | Najlepszy aktorka pierwszoplanowa w miniserialu lub filmie telewizyjnym |
| - Brendan Gleeson za W czasie burzy (HBO) - Kevin Bacon za Podróż powrotna (HBO) - Kenneth Branagh za Wallander: One Step Behind (PBS) - Kevin Kline za Cyrano de Bergerac (PBS) - Ian McKellen za King Lear (PBS) - Kiefer Sutherland za 24 godziny: Wybawienie (Fox) | - Jessica Lange za Szare ogrody (HBO) - Drew Barrymore za Szare ogrody (HBO) - Shirley MacLaine za Coco Chanel (Lifetime) - Sigourney Weaver za Modlitwy za Bobby’ego (Lifetime) - Chandra Wilson za An Accidental Friendship (Hallmark Channel)                                                                            |

| Najlepszy aktor drugoplanowy w serialu dramatycznym | Najlepszy aktorka drugoplanowa w serialu dramatycznym |
| --- | --- |
| - Michael Emerson za Zagubieni (ABC) - Christian Clemenson za Orły z Bostonu (ABC) - William Hurt za Układy (FX) - Aaron Paul za Breaking Bad (AMC) - William Shatner za Orły z Bostonu (ABC) - John Slattery za Mad Men (AMC)                  | - Cherry Jones za 24 godziny (Fox) - Rose Byrne za Układy (FX) - Hope Davis za Terapia (HBO) - Sandra Oh za Chirurdzy (ABC) - Dianne Wiest za Terapia (HBO) - Chandra Wilson za Chirurdzy (ABC)                                                                               |
| Najlepszy aktor drugoplanowy w serialu komediowym | Najlepszy aktorka drugoplanowa w serialu komediowym |
| - Jon Cryer za Dwóch i pół (CBS) - Kevin Dillon za Ekipa (HBO) - Neil Patrick Harris za Jak poznałem waszą matkę (CBS) - Jack McBrayer za Rockefeller Plaza 30 (NBC) - Tracy Morgan za Rockefeller Plaza 30 (NBC) - Rainn Wilson za Biuro (NBC) | - Kristin Chenoweth za Gdzie pachną stokrotki (ABC) - Jane Krakowski za Rockefeller Plaza 30 (NBC) - Elizabeth Perkins za Trawka (Showtime) - Amy Poehler za Saturday Night Live (NBC) - Kristen Wiig za Saturday Night Live (NBC) - Vanessa Williams za Brzydula Betty (ABC) |
| Najlepszy aktor drugoplanowy w miniserialu lub filmie telewizyjnym | Najlepszy aktorka drugoplanowa w miniserialu lub filmie telewizyjnym |
| - Ken Howard za Szare ogrody (HBO) - Len Cariou za W czasie burzy (HBO) - Tom Courtenay za Mała Dorrit (PBS) - Bob Newhart za Bibliotekarz III: Klątwa kielicha Judasza (TNT) - Andy Serkis za Mała Dorrit (PBS)                                | - Shohreh Aghdashloo za Dom Saddama (HBO) - Marcia Gay Harden za Dzieci Ireny Sendlerowej (CBS) - Janet McTeer za W czasie burzy (HBO) - Jeanne Tripplehorn za Szare ogrody (HBO) - Cicely Tyson za Relative Stranger (Hallmark Channel)                                      |